# New York Film Critics Circle Awards 2008
La 74ª edizione della cerimonia dei New York Film Critics Circle Awards, annunciata il 10 dicembre 2008, si è tenuta il 5 gennaio 2009 ed ha premiato i migliori film usciti nel corso del 2008.

## Vincitori e candidati

### Miglior film
- Milk, regia di Gus Van Sant
- Rachel sta per sposarsi (Rachel Getting Married), regia di Jonathan Demme
- La felicità porta fortuna - Happy Go Lucky (Happy-Go-Lucky), regia di Mike Leigh
- The Millionaire (Slumdog Millionaire), regia di Danny Boyle

### Miglior regista
- Mike Leigh - La felicità porta fortuna - Happy Go Lucky (Happy-Go-Lucky)
- Danny Boyle - The Millionaire (Slumdog Millionaire)
- David Fincher - Il curioso caso di Benjamin Button (The Curious Case of Benjamin Button)

### Miglior attore protagonista
- Sean Penn - Milk
- Mickey Rourke - The Wrestler
- Clint Eastwood - Gran Torino

### Miglior attrice protagonista
- Sally Hawkins - La felicità porta fortuna - Happy Go Lucky (Happy-Go-Lucky)
- Melissa Leo - Frozen River - Fiume di ghiaccio (Frozen River)
- Anne Hathaway - Rachel sta per sposarsi (Rachel Getting Married)
- Kate Winslet - Revolutionary Road

### Miglior attore non protagonista
- Josh Brolin - Milk
- Heath Ledger - Il cavaliere oscuro (The Dark Knight)
- Robert Downey Jr. - Tropic Thunder

### Miglior attrice non protagonista
- Penélope Cruz - Vicky Cristina Barcelona
- Viola Davis - Il dubbio (Doubt)
- Rosemarie DeWitt - Rachel sta per sposarsi (Rachel Getting Married)
- Debra Winger - Rachel sta per sposarsi (Rachel Getting Married)

### Miglior sceneggiatura
- Jenny Lumet - Rachel sta per sposarsi (Rachel Getting Married)
- Mike Leigh - La felicità porta fortuna - Happy Go Lucky (Happy-Go-Lucky)
- Robert D. Siegel - The Wrestler

### Miglior film in lingua straniera
- 4 mesi, 3 settimane, 2 giorni (4 luni, 3 săptămâni și 2 zile), regia di Cristian Mungiu • Romania
- Racconto di Natale (Un conte de Noël), regia di Arnaud Desplechin • Francia
- La classe - Entre les murs (Entre les murs), regia di Laurent Cantet • Francia

### Miglior film di saggistica
- Man on Wire - Un uomo tra le Torri (Man on Wire), regia di James Marsh
- Valzer con Bashir (ואלס עם באשיר), regia di Ari Folman
- Trouble the Water, regia di Carl Deal e Tia Lessin

### Miglior film d'animazione
- WALL•E, regia di Andrew Stanton
- Valzer con Bashir (ואלס עם באשיר), regia di Ari Folman

### Miglior fotografia
- Anthony Dod Mantle - The Millionaire (Slumdog Millionaire)
- Claudio Miranda - Il curioso caso di Benjamin Button (The Curious Case of Benjamin Button)
- Wally Pfister - Il cavaliere oscuro (The Dark Knight)

### Miglior opera prima
- Courtney Hunt - Frozen River - Fiume di ghiaccio (Frozen River)
- Lance Hammer - Ballast
- Joachim Trier - Reprise